# 茂蘿街
茂蘿街（英語：Mallory Street）是香港灣仔的一條街道，該地段的業權早於1900年代原先由 Lawrence Mallory 擁有，因此而命名。

## 圖片

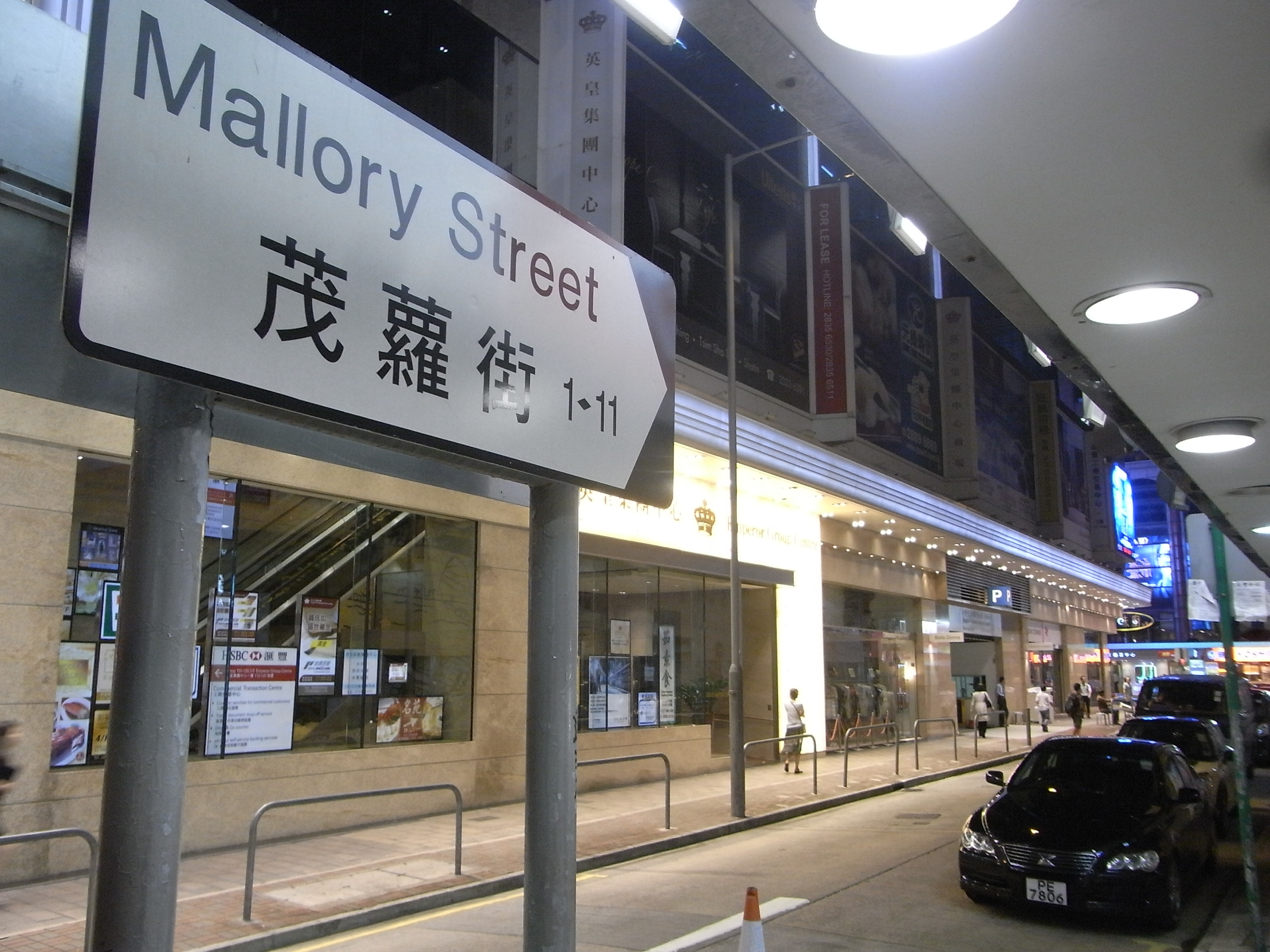
街道牌
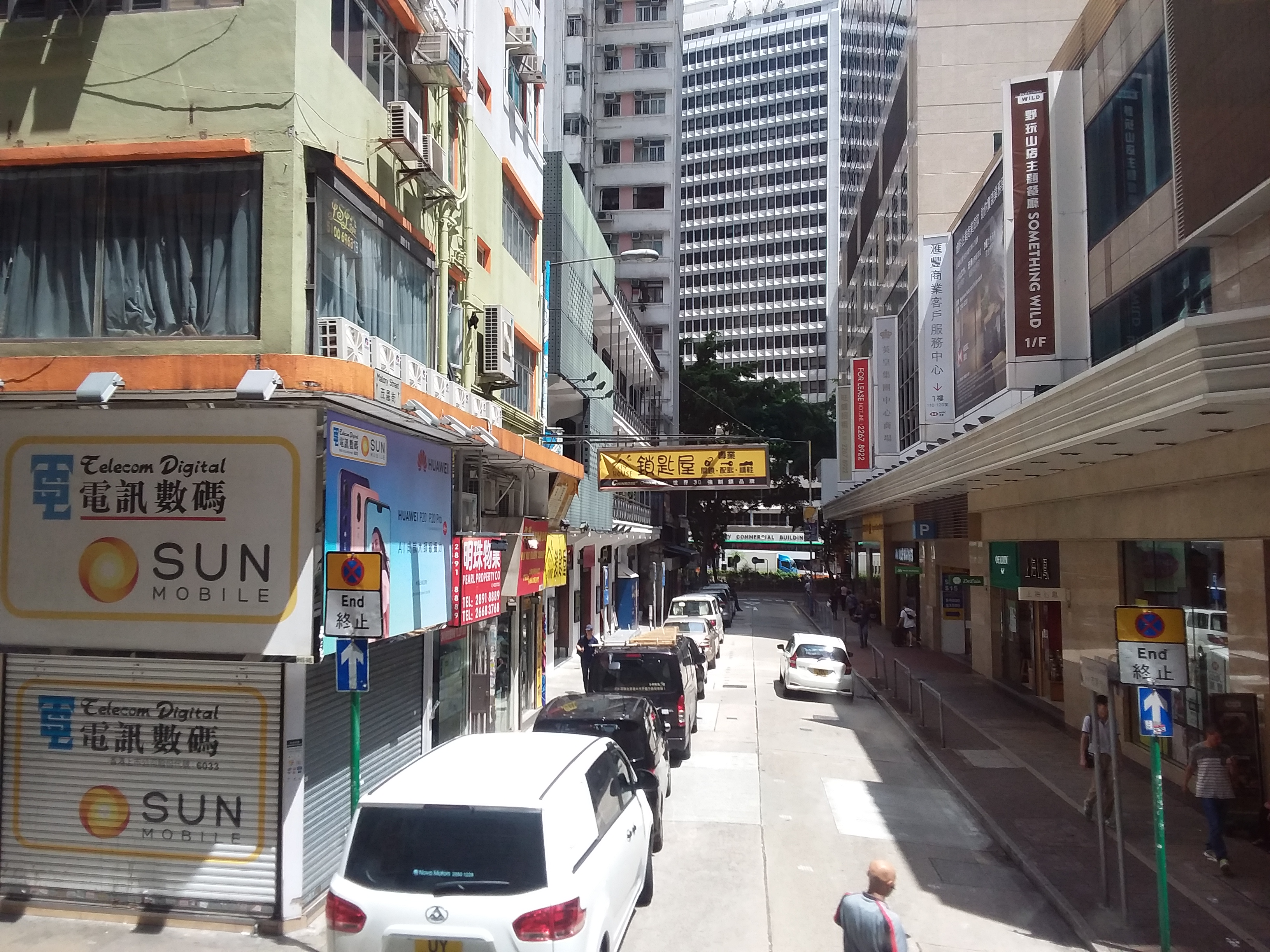
從灣仔道望街道全景
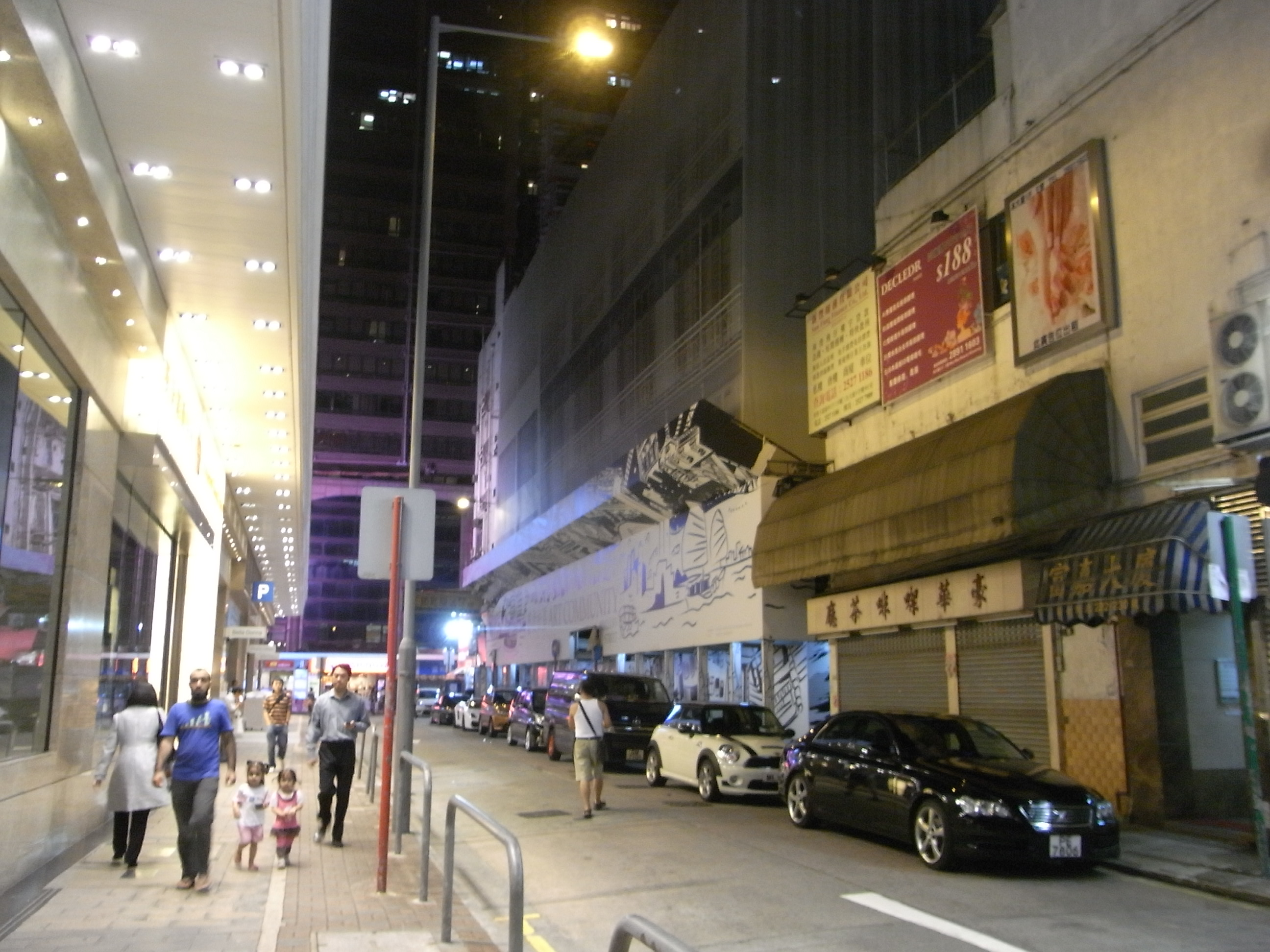
從莊士敦道望街道夜景

## 沿路地點
- 茂蘿街7號

## 外部連結
维基共享资源上的相關多媒體資源：茂蘿街